# Крісті Свенсон
Крісті Свенсон (англ. Kristy Swanson; 19 грудня 1969) — американська акторка.

## Біографія
Народилася 19 грудня 1969 року в Мішн-В'єхо, штат Каліфорнія. Батьки Роберт і Розмарі — вчителі фізкультури, старший брат Роберт. У віці 9 років почала зніматися в телевізійній рекламі. У 13 років почала виконувати ролі в телесеріалах. У 1986 році отримала невеликі ролі в художніх фільмах Джона Г'юза «Вихідний день Ферріса Бьюллера» і «Милашка в рожевому». Першу головну роль виконала у фільмі «Смертельний друг» (1986). У 1992 році зіграла головну роль у фільмі «Баффі — винищувачка вампірів». Також з'явилася у фільмах «Гарячі голови» (1991), «Погоня» (1994), «Вища освіта» (1995), «Фантом» (1996), «8 голів в одній сумці» (1997).
У 2002 році знялася для обкладинки журналу Playboy. У 2006 році стала переможницею реаліті-шоу «Танці на льоду зі знаменитостями», що транслювалося на каналі Fox. Партнером Крісті був колишній олімпійський чемпіон з фігурного катання Ллойд Ейслер. Через рік, у січні 2007 року, у Ллойда і Крісті народився син Магнус, а в лютому 2009 вони офіційно одружилися.

## Фільмографія
| Рік       |    | Українська назва                      | Оригінальна назва                       | Роль                    |
| --------- | -- | ------------------------------------- | --------------------------------------- | ----------------------- |
| 1984      | с  | Тепер твій хід                        | It's Your Move                          | Лаура                   |
| 1985      | с  | Заклик до слави                       | Call to Glory                           | Саллі                   |
| 1985      | с  | Кегні та Лейсі                        | Cagney & Lacey                          | Стефані Брендон         |
| 1986      | с  | Альфред Гічкок представляє            | Alfred Hitchcock Presents               | студентка 2             |
| 1986      | с  | Діснейленд                            | Disneyland                              | Дженніфер Девіс         |
| 1986      | с  | Валері                                | Valerie                                 | Лінда Перкінс           |
| 1986      | ф  | Красуня у рожевому                    | Pretty in Pink                          | Дакетт                  |
| 1986      | ф  | Вихідний день Ферріса Бьюллера        | Ferris Bueller's Day Off                | Сімона Адамлі           |
| 1986      | ф  | Смертельний друг                      | Deadly Friend                           | Саманта Прінг           |
| 1986      | тф | Чудо серця: Історія дитячого містечка | Miracle of the Heart: A Boys Town Story | Стефані Гамбл           |
| 1987      | тф | Хуарес                                | Juarez                                  | Кеті Додж               |
| 1987      | тф | Ще не людина                          | Not Quite Human                         | Ерон Джеффріс           |
| 1987      | с  | Проблеми зростання                    | Growing Pains                           | Ронда                   |
| 1987—1988 | с  | Тиха пристань                         | Knots Landing                           | Джоді Кемпбелл          |
| 1987      | ф  | Квіти на горищі                       | Flowers in the Attic                    | Кеті                    |
| 1988      | тф | Одинак                                | The Loner                               | Шеррі Спайсер           |
| 1988      | тф | Солов'ї                               | Nightingales                            | Ребекка Гранджер        |
| 1988      | с  | Охара                                 | Ohara                                   |                         |
| 1989      | с  | Солов'ї                               | Nightingales                            | Ребекка Гранджер        |
| 1989      | с  | Страйкер                              | B.L. Stryker                            | Лінн Еллінгсворт        |
| 1990      | ф  | У світі мрій і фантазій               | Dream Trap                              | Сью Геллоран            |
| 1990      | ф  |                                       | Diving In                               | Террі Гопкінс           |
| 1991      | ф  | Манекен у русі                        | Mannequin: On the Move                  | Джессі                  |
| 1991      | ф  | Дорога в пекло                        | Highway to Hell                         | Рейчел Кларк            |
| 1991      | ф  | Гарячі голови                         | Hot Shots!                              | Ковальські              |
| 1992      | ф  | Баффі — винищувачка вампірів          | Buffy the Vampire Slayer                | Баффі                   |
| 1993      | ф  | Програма                              | The Program                             | Камілла Шафер           |
| 1994      | ф  | Погоня                                | The Chase                               | Наталі Фосс             |
| 1994      | ф  | Надходження                           | Getting In                              | Кірбі Воттс             |
| 1995      | ф  | Вища освіта                           | Higher Learning                         | Крістен Коннор          |
| 1995      | кф | Клуб «Чилі Кон Карн»                  | The Chili Con Carne Club                | Джулі                   |
| 1996      | тф | Закон шерифа                          | Marshal Law                             | Ліллі Нельсон           |
| 1996      | ф  | Фантом                                | The Phantom                             | Даян Палмер             |
| 1997      | ф  | 8 голів в одній сумці                 | 8 Heads in a Duffel Bag                 | Лорі Беннетт            |
| 1997      | ф  | Коханка                               | Lover Girl                              | Дарлін Феррарі / Шеррі  |
| 1997      | ф  | Сценарій для вбивства                 | Tinseltown                              | Ніккі Рендал            |
| 1997      | тф | Зіпсована до мозку кісток             | Bad to the Bone                         | Франческа Веллс         |
| 1998—1999 | с  | Завтра настане сьогодні               | Early Edition                           | Еріка Паджет            |
| 1998      | ф  | Контроль землі                        | Ground Control                          | Джулі Альбрехт          |
| 1999      | ф  | Великий тато                          | Big Daddy                               | Ванесса                 |
| 1999      | тф | Вища міра                             | Supreme Sanction                        | Дженна                  |
| 2000      | с  | Виноградна лоза                       | Grapevine                               | Сьюзен Кроуфорд         |
| 2000      | ф  | Зустріч з батьком                     | Meeting Daddy                           | Лорель Лі               |
| 2000      | ф  | Чувак, де моя машина?                 | Dude, Where's My Car?                   | Крісті Бонер            |
| 2001      | ф  | Душа вбивці                           | Soul Assassin                           | Тесса Дженсен           |
| 2001      | тф | Пастка для свінгерів                  | Zebra Lounge                            | Лоїс Бауер              |
| 2003      | тф | Мертва вода                           | Red Water                               | доктор Келлі Реймонд    |
| 2003      | ф  | Безмовність                           | Silence                                 | доктор Джулія Крейг     |
| 2003      | с  | Журнал мод                            | Just Shoot Me!                          | Еллісон Кавано          |
| 2004      | с  | Місце злочину: Маямі                  | CSI: Miami                              | Роксанна Прайс          |
| 2005      | в  | Пов'язані брехнею                     | Bound by Lies                           | Лаура Кросс             |
| 2005      | кф | Шість місяців потому                  | Six Months Later                        | Лінда                   |
| 2005      | тф | Демони минулого                       | Forbidden Secrets                       | Александра Кент Ламберт |
| 2006      | тф | Чорна діра                            | The Black Hole                          | Шеннон Мюр              |
| 2006      | в  | Той, що вижив                         | Living Death                            | Елізабет Гарріс         |
| 2007      | вг | Crysis                                | Crysis                                  | вчений                  |
| 2007      | с  | Закон і порядок: Злочинний намір      | Law & Order: Criminal Intent            | Лорелея Мейлер          |
| 2008      | с  | 3Way                                  | 3Way                                    | Леслі Лапдалулу         |
| 2009      | кф | Шукач                                 | The Closer                              | Кейтлін                 |
| 2010      | ф  | А якщо...                             | What If...                              | Венді Вокер             |
| 2010      | с  | Школа виживання                       | One Tree Hill                           | жінка в машині          |
| 2011—2014 | с  | Ясновидець                            | Psych                                   | Марлоу Віччелліо        |
| 2011      | в  | Той, що притягує дівчат               | Chick Magnet                            | Крісті                  |
| 2011      | тф | Ідеальний вбивця                      | Swamp Shark                             | Рейчел Броуссард        |
| 2011      | тф | Різдвяне бажання                      | A Christmas Wish                        | Марта Еванс             |
| 2012      | тф | Операція «Кекс»                       | Operation Cupcake                       | Джанет Карсон           |
| 2012      | ф  | Маленькі жінки, великі машини         | Little Women, Big Cars                  | Роккі                   |
| 2013      | ф  | Букет                                 | The Bouquet                             | Террі Бентон            |
| 2013      | ф  | Штормовий наїзник                     | Storm Rider                             | Джоді Петерсон          |
| 2014      | тф | Мама і тато старшокурсники            | Mom and Dad Undergrads                  | Меган Міллс             |
| 2014      | в  | Скарби Бетховена                      | Beethoven's Treasure                    | Енн Паркер              |
| 2014      | ф  |                                       | A Belle for Christmas                   | Дейні Доуні             |
| 2014      | ф  |                                       | Merry Ex-Mas                            | Ноель Роджерс           |
| 2015      | тф |                                       | Driven Underground                      | Сара Палмер             |
| 2015      | тф |                                       | Angels in the Snow                      | Джудіт Монтгомері       |